# El signo del unicornio
El signo del unicornio (Título original Sign of the Unicorn ) es una novela fantástica escrita por Roger Zelazny, tercera parte de las Crónicas de Ámbar. 
Fue publicada por primera vez en 1975.

## Sinopsis
Inmediatamente después de acceder al trono de Ámbar, Corwin debe investigar la muerte de Caine, asesinado por unas extrañas y sombrías criaturas... 
Pero este no es el único asunto turbio al que tiene que hacer frente: aunque ha conseguido que sus derechos a la corona prevalezcan, descubrirá que todavía son demasiados los que desean verlo muerto.
- Datos: Q2996937